# Campionati europei di ciclismo su pista 2019 - Americana femminile
L'americana femminile ai Campionati europei di ciclismo su pista 2019 si è svolta il 20 ottobre 2019 presso il velodromo Omnisport di Apeldoorn, nei Paesi Bassi.

## Podio
| Pos.    | Atleta                       | Nazionalità   |
| ------- | ---------------------------- | ------------- |
| Oro     | Amalie Dideriksen Julie Leth | Danimarca     |
| Argento | Katie Archibald Laura Kenny  | Gran Bretagna |
| Bronzo  | Amy Pieters Kirsten Wild     | Paesi Bassi   |

## Risultati
120 giri (30 km) con sprint intermedi a punti ogni 10 giri.
| Posizione | Atleti                                        | Nazione       | Punti giri | Punti sprint | Totale |
| --------- | --------------------------------------------- | ------------- | ---------- | ------------ | ------ |
| 1         | Amalie Dideriksen Julie Leth                  | Danimarca     |            | 33           | 33     |
| 2         | Katie Archibald Laura Kenny                   | Gran Bretagna |            | 31           | 31     |
| 3         | Amy Pieters Kirsten Wild                      | Paesi Bassi   |            | 23           | 23     |
| 4         | Maria Giulia Confalonieri Letizia Paternoster | Italia        |            | 18           | 18     |
| 5         | Clara Copponi Marie Le Net                    | Francia       |            | 12           | 12     |
| 6         | Daria Pikulik Wiktoria Pikulik                | Polonia       |            | 8            | 8      |
| 7         | Shari Bossuyt Lotte Kopecky                   | Belgio        |            | 7            | 7      |
| 8         | Lydia Boylan Lydia Gurley                     | Irlanda       |            | 5            | 5      |
| 9         | Aline Seitz Andrea Waldis                     | Svizzera      |            | 3            | 3      |
| 10        | Franziska Brauße Lisa Klein                   | Germania      |            | 2            | 2      |
| 11        | Oksana Kliachina Anna Nahirna                 | Ucraina       |            | 1            | 1      |
| 12        | Tamara Dronova Marija Novolodskaja            | Russia        |            | 0            | 0      |
| 13        | Palina Pivavarava Ina Savenka                 | Bielorussia   |            | 0            | 0      |
| 14        | Lucie Hochmann Kateřina Kohoutková            | Rep. Ceca     | -80        | 0            | -80    |